# NGC 3268
NGC 3268 ist eine elliptische Galaxie mit aktivem Galaxienkern vom Hubble-Typ E2 im Sternbild Luftpumpe am Südsternhimmel. Sie ist schätzungsweise 115 Millionen Lichtjahre von der Milchstraße entfernt, hat einen Durchmesser von etwa 105.000 Lj und gehört neben NGC 3258 zu den hellsten Mitgliedern des Antlia-Galaxienhaufens welcher wiederum zum Hydra-Centaurus-Superhaufen zählt.
Im selben Himmelsareal befinden sich u. a. die Galaxien NGC 3267, NGC 3269, NGC 3271, NGC 3273.
Das Objekt wurde am 18. April 1835 vom britischen Astronomen John Herschel entdeckt.